# Mycalesis orientalis
Mycalesis orientalis är en fjärilsart som beskrevs av Ungemach 1932. Mycalesis orientalis ingår i släktet Mycalesis och familjen praktfjärilar. Inga underarter finns listade i Catalogue of Life.